# Цзинсин (район)
Горнодобывающий район Цзинси́н (кит. упр. 井陉矿区 , пиньинь Jǐngxíng kuàngqū) — район городского подчинения городского округа Шицзячжуан провинции Хэбэй (КНР).

## История
Район был создан в 1950 году на базе угольных шахт и прилегающих 39 деревень. В 1958 году он был расформирован, а его территория вошла в состав района Цзинсин, однако с 1960 года эта территория стала администрироваться Цзинсинским горнодобывающим бюро, а в 1963 году район угледобычи был официально воссоздан.

## Административное деление
Район угледобычи Цзинсин делится на 2 уличных комитета, 2 посёлка и 1 волость.